# Citi Zēni
Citi Zēni er et lettisk band. 
De repræsenteret Letland i Eurovision Song Contest 2022 i Torino, med sangen "Eat Your Salad" og kom på en 14. plads i semifinale 1 og de kvalificerede sig ikke til finalen.